# Crown Hall
Le Crown Hall ou SR Crown Hall est le bâtiment principal du collège d'Architecture, de Planification et de Conception de l'Institut de technologie de l'Illinois (IIT) à Chicago dans l'État de l'Illinois. 
Achevé en 1956, ce bâtiment est l'une des œuvres majeures de l'architecte allemand Ludwig Mies van der Rohe, et est considéré comme l'un des plus beaux édifices de l'architecture moderne et du Style international.
Situé dans le quartier de Bronzeville, le Crown Hall a été désigné Chicago Landmark (CL) par la ville de Chicago en 1997, National Historic Landmark (NHL) en 2001 et le reste de l'Institut de technologie de l'Illinois a été désigné Registre national des lieux historiques (National Register of Historic Places ; NRHP) en 2005. En août 2005, une importante rénovation s'est achevée. Le sauvetage du bâtiment après des années de retard d'entretien a permis de nombreuses améliorations, notamment en matière d'accessibilité et de fonctionnalité, ainsi que l'amélioration de sa performance énergétique globale et de la protection de l'environnement.